# Paleosepharia unicolor
Paleosepharia unicolor es una especie de insecto coleóptero de la familia Chrysomelidae.
Fue descrita científicamente en 1989 por Kimoto.